# چهارفصل بوئنوس آیرس

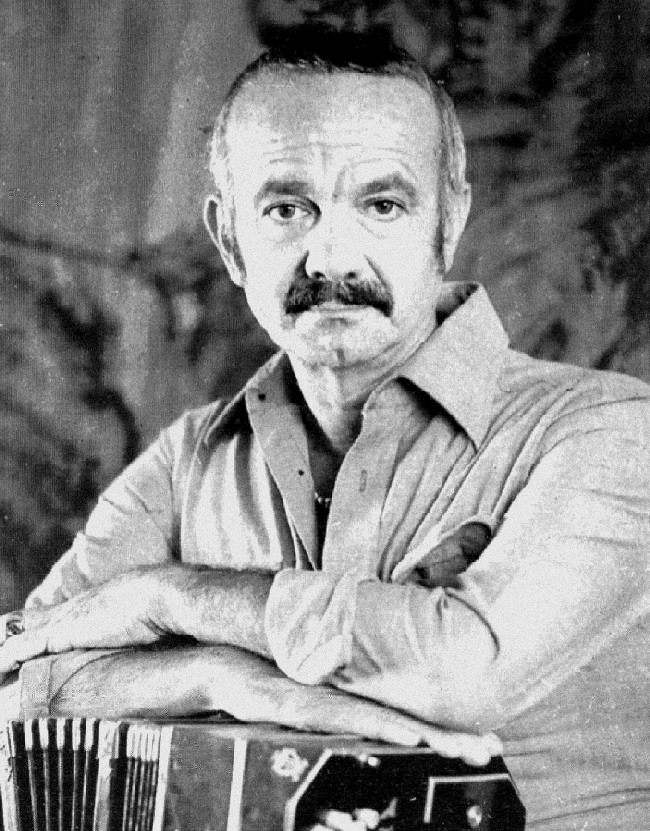
آستور پیاتزولا

چهارفصل بوئنوس آیرس (اسپانیایی: Estaciones Porteñas‎ یا اسپانیایی: Cuatro Estaciones Porteñas‎) نام یک مجموعهٔ چهارتایی آهنگ تانگوست که توسط آستور پیاتزولا نوشته و ساخته شد.
پیاتزولا این مجموعه آهنگ‌ها را به‌طور مجزا و جداگانه ساخته بود، اما هر از چند گاهی، آنها را با هم اجرا می‌کرد.
این قطعات برای اجرا توسط ویولن (ویولا)، پیانو، گیتار الکتریک، کنترباس و آکاردئون بایان نوشته شده است.
پیاتزولا با بکار بردن صفتِ «Porteño» که اشاره به ساکنان و شهروندانِ بوئنوس آیرس پایتخت آرژانتین دارد، به نوعی اشاره به چهار فصلِ این شهر نموده است.

## فصل‌ها
1. Verano Porteño (تابستان بوئنوس آیرس)
در سال ۱۹۶۵[۱] و در اصل برای نمایش‌نامهٔ 'ملنتینای زرین' اثرِ آلبرتو رودریگز مونیوس نوشته شده بود.[۲]
2. Invierno Porteño (زمستان بوئنوس آیرس)
در سال ۱۹۷۰ ساخته شد.
3. Primavera Porteña (بهار بوئنوس آیرس)
در سال ۱۹۷۰ ساخته شد[۳] و حاوی کنترپوان است.
4. Otoño Porteño (پائیز بوئنوس آیرس)
در سال ۱۹۶۹ ساخته شد.[۳]

در سال‌های ۱۹۹۶ تا ۱۹۹۸ میلادی، لئونید دسیاتنیکف تنظیم جدیدی از این مجموعه آهنگ را با اشاراتِ بیشتری به چهار فصل (ویوالدی) عرضه کرد.